# Associazione Calcio Femminile Bergamo R 2002-2003
Questa voce raccoglie le informazioni riguardanti l'Associazione Calcio Femminile Bergamo R nelle competizioni ufficiali della stagione 2002-2003.

## Rosa
| N. |                      | Ruolo | Calciatrice         |
| -- | -------------------- | ----- | ------------------- |
|    | Italia (bandiera)    | D     | Elisabetta Bonzanni |
|    | Italia (bandiera)    | D     | Stella La Capra     |
|    | Danimarca (bandiera) | D     | Bonny Madsen        |
|    | Italia (bandiera)    | D     | Erika Ghisalberti   |
|    | Italia (bandiera)    | D     | Francesca Pietracci |
|    | Italia (bandiera)    | D     | Simona Zani         |
|    | Italia (bandiera)    | C     | Maria Crosina       |
|    | Italia (bandiera)    | C     | Cristina Murelli    |
|    | Italia (bandiera)    | C     | Barbara Dapor       |

| N. |                   | Ruolo | Calciatrice          |
| -- | ----------------- | ----- | -------------------- |
|    | Italia (bandiera) | C     | Beatrice De Stefano  |
|    | Italia (bandiera) | C     | Carlotta Fagiolini   |
|    | Italia (bandiera) | C     | Antonietta Formisano |
|    | Italia (bandiera) | C     | Roswitha Oberlechner |
|    | Italia (bandiera) | C     | Raide Ravasio        |
|    | Italia (bandiera) | A     | Fabbricotti          |
|    | Italia (bandiera) | A     | Melania Gabbiadini   |
|    | Italia (bandiera) | A     | Venusia Paliotti     |
|    | Italia (bandiera) | A     | Valentina Ronsivalle |

## Calciomercato

### Sessione estiva
| Acquisti | Acquisti             | Acquisti  | Acquisti |
| R.       | Nome                 | da        | Modalità |
| -------- | -------------------- | --------- | -------- |
| C        | Sara Feletto         | ACF Milan |          |
| C        | Antonietta Formisano | Bardolino |          |

| Cessioni | Cessioni | Cessioni | Cessioni |
| R.       | Nome     | a        | Modalità |
| -------- | -------- | -------- | -------- |
|          |          |          |          |

## Risultati

### Serie A

#### Girone di andata
| Calmasino, Bardolino 14 settembre 2002, ore 16:00 CEST 1ª giornata | Bardolino | 2 – 2 | Bergamo R | Stadio comunale Belvedere |

| 21 settembre 2002, ore 16:00 CEST 2ª giornata | Bergamo R | 1 – 0 | Valdarno |  |

| Roma 13 ottobre 2002, ore 15:30 CEST 3ª giornata | Como 2000 | 2 – 1 | Bergamo R |  |

| Brembate di Sopra 19 ottobre 2002, ore 15:30 CEST 4ª giornata | Bergamo R | 4 – 1 | Torino | Centro sportivo comunale |

| Arbitro: | Vitulano (Livorno) |

|                                         |           |                                                |
| Ciardelli 10’ Fadda 32’ Di Costanzo 85’ | Marcatori | 29’ Crosina 40’ Paliotti 72’ (rig.) Gabbiadini |

| 2 novembre 2002, ore 14:30 CET 6ª giornata | Bergamo R | 0 – 2 | Enterprise Lazio |  |

| Monza 9 novembre 2002, ore 15:00 CET 7ª giornata | Fiammamonza | 3 – 0 | Bergamo R | Stadio Gino Alfonso Sada |

| 16 novembre 2002, ore 14:30 CEST 8ª giornata | Bergamo R | 1 – 6 | Foroni Verona |  |

| 23 novembre 2002, ore 15:00 CET 9ª giornata | Bergamo R | 3 – 1 | Letti Cosatto Tavagnacco |  |

| Arbitro: | Lenzi (Livorno) |

|                                   |           |                            |
| Biancalana 20’ Fiorini 42’ (rig.) | Marcatori | 62’ (rig.), 75’ Gabbiadini |

| 7 dicembre 2002, ore 14:30 CET 11ª giornata | Bergamo R | 2 – 1 | ACF Milan |  |

| Arbitro: | Cestra (Frosinone) |

|                                 |           |                 |
| Parejo 10’ Conti 74’ Ceroni 81’ | Marcatori | 43’ Oberlechner |

| 6 gennaio 2003, ore 14:30 CET 13ª giornata | Bergamo R | 5 – 1 | Ludos Palermo |  |

#### Girone di ritorno
| 11 gennaio 2003, ore 14:30 CET 14ª giornata | Bergamo R | 2 – 4 | Bardolino |  |

| Castelfranco di Sotto 18 gennaio 2003, ore 14:30 CET 15ª giornata | Valdarno | 0 – 3 | Bergamo R | Stadio comunale Osvaldo Martini |

| 25 gennaio 2003, ore 14:30 CET 16ª giornata | Bergamo R | 2 – 0 | Como 2000 |  |

| 1º febbraio 2003, ore 14:30 CET 17ª giornata | Torino | 0 – 0 | Bergamo R |  |

| 8 febbraio 2003, ore 14:30 CET 18ª giornata       | Bergamo R | 1 – 0 referto | Agliana |  |
| \| \| \| \| \| Oberlechner 25’ \| Marcatori \| \| |           |               |         |  |
|                                                   |           |               |         |  |
| Oberlechner 25’                                   | Marcatori |               |         |  |

| Roma 22 febbraio 2003, ore 14:30 CET 19ª giornata | Enterprise Lazio | 3 – 2 | Bergamo R |  |

| Brembate di Sopra 1º marzo 2003, ore 15:00 CET 20ª giornata | Bergamo R | 1 – 0 | Fiammamonza | Stadio comunale |

| Verona 8 marzo 2003, ore 15:00 CET 21ª giornata | Foroni Verona | 5 – 0 | Bergamo R |  |

| Tavagnacco 15 marzo 2003, ore 15:00 CET 22ª giornata | Letti Cosatto Tavagnacco | 2 – 2 | Bergamo R | Stadio comunale |

| 5 aprile 2003, ore 15:00 CEST 23ª giornata                                           | Bergamo R | 3 – 1 referto | Lucca 7 |  |
| \| \| \| \| \| Ravasio 10’ Crosina 40’ Gabbiadini 52’ \| Marcatori \| 85’ Fiorini \| |           |               |         |  |
|                                                                                      |           |               |         |  |
| Ravasio 10’ Crosina 40’ Gabbiadini 52’                                               | Marcatori | 85’ Fiorini   |         |  |

| 26 aprile 2003, ore 16:00 CEST 24ª giornata | ACF Milan | 3 – 2 | Bergamo R |  |

| Arbitro: | Sguizzato (Verona) |

|                             |           |                                                      |
| Gabbiadini 17’ Paliotti 27’ | Marcatori | 15’ Parejo 40’ Colasuonno 88’ Carboni 83’, 89’ Conti |

| Palermo 10 maggio 2003, ore 16:00 CEST 26ª giornata | Ludos Palermo | 1 – 2 | Bergamo R |  |

### Coppa Italia
| 21 dicembre 2002 Terzo turno | Reggiana | 3 – 1 | Bergamo R |  |

## Statistiche

### Statistiche di squadra
| Competizione | Punti | In casa | In casa | In casa | In casa | In casa | In casa | In trasferta | In trasferta | In trasferta | In trasferta | In trasferta | In trasferta | Totale | Totale | Totale | Totale | Totale | Totale | DR |
| Competizione | Punti | G       | V       | N       | P       | Gf      | Gs      | G            | V            | N            | P            | Gf           | Gs           | G      | V      | N      | P      | Gf     | Gs     | DR |
| ------------ | ----- | ------- | ------- | ------- | ------- | ------- | ------- | ------------ | ------------ | ------------ | ------------ | ------------ | ------------ | ------ | ------ | ------ | ------ | ------ | ------ | -- |
| Serie A      | 38    | 13      | 9       | 0       | 4       | 27      | 22      | 13           | 2            | 5            | 6            | 20           | 29           | 26     | 11     | 5      | 10     | 47     | 51     | -4 |
| Coppa Italia | -     | -       | -       | -       | -       | -       | -       | 1            | 0            | 0            | 1            | 1            | 3            | 1      | 0      | 0      | 1      | 1      | 3      | -2 |
| Totale       | -     | 13      | 9       | 0       | 4       | 27      | 22      | 14           | 2            | 5            | 7            | 21           | 32           | 27     | 11     | 5      | 11     | 48     | 54     | -6 |

### Andamento in campionato
| Giornata  | 1 | 2 | 3 | 4 | 5 | 6 | 7 | 8 | 9 | 10 | 11 | 12 | 13 | 14 | 15 | 16 | 17 | 18 | 19 | 20 | 21 | 22 | 23 | 24 | 25 | 26 |
| --------- | - | - | - | - | - | - | - | - | - | -- | -- | -- | -- | -- | -- | -- | -- | -- | -- | -- | -- | -- | -- | -- | -- | -- |
| Luogo     | T | C | T | C | T | C | T | C | C | T  | C  | T  | C  | C  | T  | C  | T  | C  | T  | C  | T  | T  | C  | T  | C  | T  |
| Risultato | N | V | P | V | N | P | P | P | V | N  | V  | P  | V  | P  | V  | V  | N  | V  | P  | V  | P  | N  | V  | P  | P  | V  |
| Posizione |   |   |   |   |   |   |   |   |   |    |    |    |    |    |    |    |    |    |    |    |    |    |    |    |    | 6  |

Legenda:

Luogo: C = Casa; T = Trasferta. Risultato: V = Vittoria; N = Pareggio; P = Sconfitta.

### Statistiche delle giocatrici
| Giocatore      | Serie A  | Serie A | Serie A     | Serie A    | Coppa Italia | Coppa Italia | Coppa Italia | Coppa Italia | Totale   | Totale | Totale      | Totale     |
| Giocatore      | Presenze | Reti    | Ammonizioni | Espulsioni | Presenze     | Reti         | Ammonizioni  | Espulsioni   | Presenze | Reti   | Ammonizioni | Espulsioni |
| -------------- | -------- | ------- | ----------- | ---------- | ------------ | ------------ | ------------ | ------------ | -------- | ------ | ----------- | ---------- |
| E. Bonzanni    | ?        | ?       | ?           | ?          | ?            | ?            | ?            | ?            | ?        | ?      | ?           | ?          |
| R. D'Adda      | ?        | ?       | ?           | ?          | ?            | ?            | ?            | ?            | ?        | ?      | ?           | ?          |
| S. D'Alessio   | ?        | ?       | ?           | ?          | ?            | ?            | ?            | ?            | ?        | ?      | ?           | ?          |
| B. Dapor       | ?        | ?       | ?           | ?          | ?            | ?            | ?            | ?            | ?        | ?      | ?           | ?          |
| B. De Stefano  | ?        | ?       | ?           | ?          | ?            | ?            | ?            | ?            | ?        | ?      | ?           | ?          |
| ?. Fabbricotti | ?        | ?       | ?           | ?          | ?            | ?            | ?            | ?            | ?        | ?      | ?           | ?          |
| C. Fagiolini   | ?        | ?       | ?           | ?          | ?            | ?            | ?            | ?            | ?        | ?      | ?           | ?          |
| A. Formisano   | ?        | ?       | ?           | ?          | ?            | ?            | ?            | ?            | ?        | ?      | ?           | ?          |
| M. Gabbiadini  | ?        | 21      | ?           | ?          | ?            | ?            | ?            | ?            | ?        | 21+    | ?           | ?          |
| E. Ghisalberti | ?        | ?       | ?           | ?          | ?            | ?            | ?            | ?            | ?        | ?      | ?           | ?          |
| V. Junkkari    | ?        | -?      | ?           | ?          | ?            | ?            | ?            | ?            | ?        | 0+     | ?           | ?          |
| T. Marsico     | ?        | ?       | ?           | ?          | ?            | ?            | ?            | ?            | ?        | ?      | ?           | ?          |
| V. Paliotti    | ?        | 7       | ?           | ?          | ?            | ?            | ?            | ?            | ?        | 7+     | ?           | ?          |
| F. Pietracci   | ?        | ?       | ?           | ?          | ?            | ?            | ?            | ?            | ?        | ?      | ?           | ?          |
| R. Ravasio     | ?        | ?       | ?           | ?          | ?            | ?            | ?            | ?            | ?        | ?      | ?           | ?          |
| V. Ronsivalle  | ?        | ?       | ?           | ?          | ?            | ?            | ?            | ?            | ?        | ?      | ?           | ?          |
| K. Serra       | ?        | ?       | ?           | ?          | ?            | ?            | ?            | ?            | ?        | ?      | ?           | ?          |
| S. Zani        | ?        | ?       | ?           | ?          | ?            | ?            | ?            | ?            | ?        | ?      | ?           | ?          |